# Édouard Desyon
Édouard Desyon, né le 20 septembre 1970 à Saint-Julien-en-Genevois (Haute-Savoie), est un auteur-compositeur-interprète français et suisse.

## Biographie
Édouard Desyon grandit à Genève et commence le piano dès l'âge de cinq ans. Après un cursus au Conservatoire de cette ville, il part pour les États-Unis où il obtient une licence en musique et littérature de l'université de Boston. En parallèle, il devient le chanteur de groupes de rock suisses tels que Les Joyeux Hippies, The Head Cleaners, ou Last Call, et, quand il se trouve outre-atlantique, s'intéresse à l'art du songwriting à l'américaine et donne ses premiers concerts solos sur la scène folk de Boston.

Bien qu'étant un pianiste classique à la technique accomplie, il décide de se consacrer à la chanson pop et sort en 1995 un premier album autoproduit à Genève, Black Coffee & a Sidecar, en grande partie en anglais et dont le titre Maybe I'm from Mars est immédiatement programmé sur la radio nationale DRSIII.
En 1999 Édouard rencontre le producteur anglais David Richards avec lequel il se lie d'amitié et coréalise des titres électro sous le nom Dr Ed Project. C'est tout naturellement qu'ils réaliseront ensemble l'album Sans Les Mains, cette fois-ci majoritairement francophone, où se confirme le goût d'Édouard pour des styles musicaux variés et dont la qualité des paroles reste l'élément unificateur de cet éclectisme. Fort d'un bon accueil radiophonique du titre Je crois en toi, Édouard s'installe à Paris. En 2004 sa rencontre avec Zouzou donne lieu à un duo, Tôt ou Tard, qui sera inclus sur la compilation rétrospective de celle-ci, et Edouard servira volontiers d'accompagnateur à Zouzou lors de concerts autour de cette sortie, dont une soirée au Centre national d'art et de culture Georges-Pompidou.

En 2006 il réalise L'Essentiel, qui est salué par la critique. L'album donnera lieu à 3 clips vidéo, et lui permettra d'assurer la première partie d'Hubert-Félix Thiéfaine lors de sa tournée 2007. Le titre d'apparence espiègle Si j'étais se voit ré-enregistré en duo avec Lolita Chammah, et fait l'objet d'un important intérêt médiatique.

En 2008, il écrit un duo bilingue, Cherchez l'erreur, interprété par Donovan et Zouzou, et qui sera inclus sur les albums à venir de ceux-ci.

## Discographie
Albums et singles
- Black Coffee & a Sidecar  (1995) - autoproduit
- Je crois en toi (single, 1999)
- Sans Les Mains (2001) - XIIIbis Records/EMI
- Sans les Mains Remix (single, 2001)
- L'Essentiel (2006) - Exclaim/Warner

Collaborations et compilations
- Zouzou l'intégrale  (2004) - Vogue/Sony BMG | Écriture, composition et réalisation de 2 titres, dont le duo Tôt ou Tard
- Bleu Blanc Rouge 2005  (2005) - Musicor/Select | Un titre (A prendre ou à laisser) sur cette compilation québécoise d'artistes français